# Thorben Stadler
Thorben Stadler (* 8. Februar 1990 in Worms) ist ein deutscher Fußballspieler, der für den FV Fortuna Heddesheim in der Verbandsliga Baden spielt.

## Karriere
Stadler spielte seit der C-Jugend für den Karlsruher SC und wurde seit der Saison 2009/10 in der Regionalligamannschaft der Karlsruher eingesetzt. Seinen ersten Profieinsatz hatte Stadler am 20. Februar 2011, als er im Zweitligaspiel beim FSV Frankfurt in der Startaufstellung stand und in der 81. Minute das Tor zum 2:1-Endstand erzielte. Zur Saison 2012/13 wechselte er von Karlsruhe zu den Stuttgarter Kickers. Nach Auslaufen seines Vertrages war er im Sommer 2013 zunächst vereinslos, ehe ihn Jahn Regensburg im September verpflichtete. Zum Beginn der Saison 2014/2015 wechselte Stadler zum FC-Astoria Walldorf, war dort insgesamt vier Jahre aktiv und gewann 2016 den Badischen Pokal. Anschließend spielte er von 2028 bis 2023 für den Verbandsligisten 1. FC Mühlhausen und seit 2023 steht er beim Ligarivalen FV Fortuna Heddesheim unter Vertrag.

## Nationalmannschaft
Von 2006 bis 2007 absolvierte Stadler sechs Partien für die deutsche U17-Nationalmannschaft, darunte zwei EM-Qualifikationsspiele.

## Erfolge und Auszeichnungen
- Badenpokalsieger: 2016
- Torschützenkönig der Verbandsliga Baden: 2022/23 (32 Tore)